# Gran Premio de España de Motociclismo de 2023
El Gran Premio de España de Motociclismo de 2023 (oficialmente: Gran Premio MotoGP™ Guru by Gryfyn de España) fue la cuarta prueba del Campeonato del Mundo de Motociclismo de 2023. Tuvo lugar el fin de semana del 28 al 30 de abril de 2023 en el Circuito de Jerez - Ángel Nieto, situado en la ciudad andaluza de Jerez de la Frontera, España.
La carrera al sprint de MotoGP fue ganada por Brad Binder, seguido de Francesco Bagnaia y Jack Miller.
La carrera de MotoGP fue ganada por Francesco Bagnaia, seguido de Brad Binder y Jack Miller. Sam Lowes fue el ganador de la prueba de Moto2, por delante de Pedro Acosta y Alonso López. La carrera de Moto3 fue ganada por Iván Ortolá, David Alonso fue segundo y Jaume Masiá tercero.

## Resultados

### Resultados MotoGP

#### Carrera al sprint
| Pos.    | N.º | Piloto                | Equipo                       | Constructor | Vueltas | Tiempo    | Parrilla | Puntos |
| ------- | --- | --------------------- | ---------------------------- | ----------- | ------- | --------- | -------- | ------ |
| 1       | 33  | Brad Binder           | Red Bull KTM Factory Racing  | KTM         | 11      | 18:07.055 | 4        | 12     |
| 2       | 1   | Francesco Bagnaia     | Ducati Lenovo Team           | Ducati      | 11      | +0.428    | 5        | 9      |
| 3       | 43  | Jack Miller           | Red Bull KTM Factory Racing  | KTM         | 11      | +0.680    | 2        | 7      |
| 4       | 89  | Jorge Martín          | Prima Pramac Racing          | Ducati      | 11      | +0.853    | 3        | 6      |
| 5       | 88  | Miguel Oliveira       | CryptoDATA RNF MotoGP Team   | Aprilia     | 11      | +1.638    | 7        | 5      |
| 6       | 26  | Dani Pedrosa          | Red Bull KTM Factory Racing  | KTM         | 11      | +1.738    | 6        | 4      |
| 7       | 12  | Maverick Viñales      | Aprilia Racing               | Aprilia     | 11      | +3.248    | 10       | 3      |
| 8       | 5   | Johann Zarco          | Prima Pramac Racing          | Ducati      | 11      | +3.380    | 8        | 2      |
| 9       | 72  | Marco Bezzecchi       | Mooney VR46 Racing Team      | Ducati      | 11      | +5.711    | 13       | 1      |
| 10      | 10  | Luca Marini           | Mooney VR46 Racing Team      | Ducati      | 11      | +7.015    | 9        |        |
| 11      | 49  | Fabio Di Giannantonio | Gresini Racing MotoGP        | Ducati      | 11      | +7.174    | 15       |        |
| 12      | 20  | Fabio Quartararo      | Monster Energy Yamaha MotoGP | Yamaha      | 11      | +7.467    | 16       |        |
| 13      | 42  | Álex Rins             | LCR Honda Castrol            | Honda       | 11      | +9.867    | 18       |        |
| 14      | 25  | Raúl Fernández        | CryptoDATA RNF MotoGP Team   | Aprilia     | 11      | +11.550   | 17       |        |
| 15      | 6   | Stefan Bradl          | HRC Team                     | Honda       | 11      | +15.455   | 19       |        |
| 16      | 21  | Franco Morbidelli     | Monster Energy Yamaha MotoGP | Yamaha      | 11      | +15.849   | 14       |        |
| 17      | 37  | Augusto Fernández     | GasGas Factory Racing Tech3  | KTM         | 11      | +15.969   | 21       |        |
| 18      | 27  | Iker Lecuona          | Repsol Honda Team            | Honda       | 11      | +25.356   | 23       |        |
| 19      | 94  | Jonas Folger          | GasGas Factory Racing Tech3  | KTM         | 11      | +25.530   | 22       |        |
| Ret     | 36  | Joan Mir              | Repsol Honda Team            | Honda       | 7       | Retirado  | 20       |        |
| Ret     | 41  | Aleix Espargaró       | Aprilia Racing               | Aprilia     | 5       | Caída     | 1        |        |
| Ret     | 30  | Takaaki Nakagami      | LCR Honda Idemitsu           | Honda       | 3       | Caída     | 11       |        |
| Ret     | 73  | Álex Márquez          | Gresini Racing MotoGP        | Ducati      | 3       | Caída     | 12       |        |
| Fuente: |     |                       |                              |             |         |           |          |        |

#### Carrera
| Pos.    | N.º | Piloto                | Equipo                       | Constructor | Vueltas | Tiempo    | Parrilla | Puntos |
| ------- | --- | --------------------- | ---------------------------- | ----------- | ------- | --------- | -------- | ------ |
| 1       | 1   | Francesco Bagnaia     | Ducati Lenovo Team           | Ducati      | 24      | 39:29.085 | 5        | 25     |
| 2       | 33  | Brad Binder           | Red Bull KTM Factory Racing  | KTM         | 24      | +0.221    | 4        | 20     |
| 3       | 43  | Jack Miller           | Red Bull KTM Factory Racing  | KTM         | 24      | +1.119    | 2        | 16     |
| 4       | 89  | Jorge Martín          | Prima Pramac Racing          | Ducati      | 24      | +1.942    | 3        | 13     |
| 5       | 41  | Aleix Espargaró       | Aprilia Racing               | Aprilia     | 24      | +4.760    | 1        | 11     |
| 6       | 10  | Luca Marini           | Mooney VR46 Racing Team      | Ducati      | 24      | +6.329    | 9        | 10     |
| 7       | 26  | Dani Pedrosa          | Red Bull KTM Factory Racing  | KTM         | 24      | +6.371    | 6        | 9      |
| 8       | 73  | Álex Márquez          | Gresini Racing MotoGP        | Ducati      | 24      | +14.952   | 12       | 8      |
| 9       | 30  | Takaaki Nakagami      | LCR Honda Idemitsu           | Honda       | 24      | +15.692   | 11       | 7      |
| 10      | 20  | Fabio Quartararo      | Monster Energy Yamaha MotoGP | Yamaha      | 24      | +15.846   | 16       | 6      |
| 11      | 21  | Franco Morbidelli     | Monster Energy Yamaha MotoGP | Yamaha      | 24      | +17.209   | 14       | 5      |
| 12      | 49  | Fabio Di Giannantonio | Gresini Racing MotoGP        | Ducati      | 24      | +17.911   | 15       | 4      |
| 13      | 37  | Augusto Fernández     | GasGas Factory Racing Tech3  | KTM         | 24      | +19.010   | 21       | 3      |
| 14      | 6   | Stefan Bradl          | HRC Team                     | Honda       | 24      | +27.294   | 19       | 2      |
| 15      | 25  | Raúl Fernández        | CryptoDATA RNF MotoGP Team   | Aprilia     | 24      | +36.371   | 17       | 1      |
| 16      | 27  | Iker Lecuona          | Repsol Honda Team            | Honda       | 24      | +36.753   | 23       |        |
| 17      | 94  | Jonas Folger          | GasGas Factory Racing Tech3  | KTM         | 24      | +47.146   | 22       |        |
| Ret     | 12  | Maverick Viñales      | Aprilia Racing               | Aprilia     | 23      | Cadena    | 10       |        |
| Ret     | 5   | Johann Zarco          | Prima Pramac Racing          | Ducati      | 16      | Caída     | 8        |        |
| Ret     | 72  | Marco Bezzecchi       | Mooney VR46 Racing Team      | Ducati      | 16      | Caída     | 13       |        |
| Ret     | 42  | Álex Rins             | LCR Honda Castrol            | Honda       | 2       | Caída     | 18       |        |
| Ret     | 36  | Joan Mir              | Repsol Honda Team            | Honda       | 1       | Caída     | 20       |        |
| Ret     | 88  | Miguel Oliveira       | CryptoDATA RNF MotoGP Team   | Aprilia     | 0       | Caída     | 7        |        |
| DNS     | 23  | Enea Bastianini       | Ducati Lenovo Team           | Ducati      |         | No corrió |          |        |
| 1.      |     |                       |                              |             |         |           |          |        |
| Fuente: |     |                       |                              |             |         |           |          |        |

### Resultados Moto2
| Pos.    | N.º | Piloto                  | Constructor | Vueltas | Tiempo    | Parrilla | Puntos |
| ------- | --- | ----------------------- | ----------- | ------- | --------- | -------- | ------ |
| 1       | 22  | Sam Lowes               | Kalex       | 21      | 35:45.107 | 1        | 25     |
| 2       | 37  | Pedro Acosta            | Kalex       | 21      | +2.841    | 2        | 20     |
| 3       | 21  | Alonso López            | Boscoscuro  | 21      | +9.618    | 4        | 16     |
| 4       | 14  | Tony Arbolino           | Kalex       | 21      | +10.163   | 10       | 13     |
| 5       | 40  | Arón Canet              | Kalex       | 21      | +11.056   | 12       | 11     |
| 6       | 96  | Jake Dixon              | Kalex       | 21      | +11.923   | 3        | 10     |
| 7       | 35  | Somkiat Chantra         | Kalex       | 21      | +12.586   | 11       | 9      |
| 8       | 75  | Albert Arenas           | Kalex       | 21      | +14.948   | 9        | 8      |
| 9       | 12  | Filip Salač             | Kalex       | 21      | +16.470   | 13       | 7      |
| 10      | 54  | Fermín Aldeguer         | Boscoscuro  | 21      | +18.550   | 14       | 6      |
| 11      | 11  | Sergio García           | Kalex       | 21      | +22.134   | 18       | 5      |
| 12      | 18  | Manuel González         | Kalex       | 21      | +22.817   | 16       | 4      |
| 13      | 7   | Barry Baltus            | Kalex       | 21      | +23.080   | 6        | 3      |
| 14      | 16  | Joe Roberts             | Kalex       | 21      | +25.110   | 8        | 2      |
| 15      | 3   | Lukas Tulovic           | Kalex       | 21      | +26.709   | 20       | 1      |
| 16      | 52  | Jeremy Alcoba           | Kalex       | 21      | +26.922   | 19       |        |
| 17      | 64  | Bo Bendsneyder          | Kalex       | 21      | +28.568   | 15       |        |
| 18      | 71  | Dennis Foggia           | Kalex       | 21      | +30.384   | 24       |        |
| 19      | 72  | Borja Gómez             | Kalex       | 21      | +33.223   | 22       |        |
| 20      | 42  | Marcos Ramírez          | Forward     | 21      | +36.775   | 23       |        |
| 21      | 8   | Senna Agius             | Kalex       | 21      | +36.812   | 28       |        |
| 22      | 28  | Izan Guevara            | Kalex       | 21      | +37.151   | 26       |        |
| 23      | 84  | Zonta van den Goorbergh | Kalex       | 21      | +39.637   | 17       |        |
| 24      | 33  | Rory Skinner            | Kalex       | 21      | +39.786   | 27       |        |
| 25      | 19  | Lorenzo Dalla Porta     | Kalex       | 21      | +1:02.572 | 25       |        |
| 26      | 2   | Soichiro Minamimoto     | Kalex       | 21      | +1:03.282 | 29       |        |
| Ret     | 79  | Ai Ogura                | Kalex       | 12      | Caída     | 5        |        |
| Ret     | 4   | Sean Dylan Kelly        | Kalex       | 7       | Caída     | 21       |        |
| Ret     | 13  | Celestino Vietti        | Kalex       | 1       | Caída     | 7        |        |
| DNS     | 17  | Álex Escrig             | Forward     | 0       | No corrió |          |        |
| 1.      |     |                         |             |         |           |          |        |
| Fuente: |     |                         |             |         |           |          |        |

### Resultados Moto3
| Pos.    | N.º | Piloto             | Constructor | Vueltas | Tiempo    | Parrilla | Puntos |
| ------- | --- | ------------------ | ----------- | ------- | --------- | -------- | ------ |
| 1       | 48  | Iván Ortolá        | KTM         | 19      | 33:57.506 | 2        | 25     |
| 2       | 80  | David Alonso       | Gas Gas     | 19      | +0.034    | 16       | 20     |
| 3       | 5   | Jaume Masiá        | Honda       | 19      | +0.215    | 4        | 16     |
| 4       | 71  | Ayumu Sasaki       | Husqvarna   | 19      | +0.422    | 7        | 13     |
| 5       | 99  | José Antonio Rueda | KTM         | 19      | +0.549    | 9        | 11     |
| 6       | 96  | Daniel Holgado     | KTM         | 19      | +0.640    | 6        | 10     |
| 7       | 43  | Xavier Artigas     | CFMoto      | 19      | +0.738    | 8        | 9      |
| 8       | 24  | Tatsuki Suzuki     | Honda       | 19      | +1.991    | 15       | 8      |
| 9       | 53  | Deniz Öncü         | KTM         | 19      | +3.862    | 1        | 7      |
| 10      | 10  | Diogo Moreira      | KTM         | 19      | +4.397    | 13       | 6      |
| 11      | 55  | Romano Fenati      | Honda       | 19      | +4.412    | 3        | 5      |
| 12      | 19  | Scott Ogden        | Honda       | 19      | +4.722    | 10       | 4      |
| 13      | 18  | Matteo Bertelle    | Honda       | 19      | +10.012   | 17       | 3      |
| 14      | 7   | Filippo Farioli    | KTM         | 19      | +11.335   | 22       | 2      |
| 15      | 82  | Stefano Nepa       | KTM         | 19      | +11.613   | 21       | 1      |
| 16      | 72  | Taiyo Furusato     | Honda       | 19      | +14.667   | 23       |        |
| 17      | 16  | Andrea Migno       | Honda       | 19      | +16.525   | 14       |        |
| 18      | 66  | Joel Kelso         | CFMoto      | 19      | +26.905   | 11       |        |
| 19      | 64  | Mario Aji          | Honda       | 19      | +30.347   | 26       |        |
| 20      | 92  | David Almansa      | Husqvarna   | 19      | +33.542   | 27       |        |
| 21      | 63  | Syarifuddin Azman  | KTM         | 19      | +33.578   | 28       |        |
| 22      | 22  | Ana Carrasco       | KTM         | 19      | +33.671   | 24       |        |
| 23      | 95  | Collin Veijer      | Husqvarna   | 19      | +35.488   | 19       |        |
| 24      | 70  | Joshua Whatley     | Honda       | 19      | +35.734   | 25       |        |
| 25      | 6   | Ryusei Yamanaka    | Gas Gas     | 18      | +1 vuelta | 5        |        |
| Ret     | 27  | Kaito Toba         | KTM         | 14      | Caída     | 12       |        |
| Ret     | 54  | Riccardo Rossi     | Honda       | 8       | Caída     | 20       |        |
| Ret     | 38  | David Salvador     | KTM         | 5       | Caída     | 18       |        |
| DNS     | 44  | David Muñoz        | KTM         | 0       | No corrió |          |        |
| 1. 2.   |     |                    |             |         |           |          |        |
| Fuente: |     |                    |             |         |           |          |        |